# Idealisté.cz
Idealisté.cz je samostatný spolek sociálně demokratické orientace. Spolek oficiálně vznikl dne 2. ledna 2015, ale organizace má za sebou už delší historii. Původně Idealisté byli pouze součástí Mladých sociálních demokratů. Dnes jsou zcela nezávislou organizací, tudíž nemají žádné formální vazby na Sociální demokracii ani jinou stranu.

## O spolku
Idealisté.cz začali svou činnost již v roce 2010, těsně po vzniku koalice ODS s ČSSD (dnes SOCDEM) na pražském magistrátu, s jejímž vznikem spolek nesouhlasil. Tehdy byl však pouze součástí mládežnické organizace sociální demokracie. Ve stejné době probíhaly politické reformy pravicové vlády Petra Nečase, což bylo dalším důvodem vzniku platformy. Idealisté se dostali do povědomí široké veřejnosti, když iniciovali demonstrace na podporu Bohuslava Sobotky po takzvaném Lánském puči na podzim 2013. V roce 2015 se zasazovali o zavedení více prvků přímé demokracie v tzv. primárkách sociální demokracie.

### Ideologie
Spolek se hlásí k sociálně demokratickým hodnotám svobody, solidarity a spravedlnosti a hájí ideu sociálního státu. Idealisté kladou důraz na veřejné investice především do rozvoje infrastruktury, vzniku pracovních míst, zdravého životního prostředí či vzdělávání. Ekonomicky lze tedy jeho názory klasifikovat jako keynesiánské či post-keynesiánské. Kriticky se staví ke globalizaci, např. v podobě TTIP.
V sociálních otázkách se identifikuje s progresivismem a má blízko ke kulturnímu liberalismu. V otázce fungování veřejných institucí podporuje opatření zvyšující transparentní financování a nezávislost.

### Vnitřní fungování
Členství u Idealistů není nijak omezeno věkem, pohlavím, etnicitou, sexuální orientací či sexuální identitou. Statutárními zástupci jsou předseda a místopředseda spolku, kteří musí být genderově vyvážení. Dále se volí pokladník spolku a další dva členové Rady spolku. Dlouhou dobu se Idealisté sdružovali pouze v Praze. 17. listopadu 2015 ale vznikla první regionální pobočka v Brně.

## Vztah k politickým stranám
Přestože je organizace explicitně spojená se sociálně demokratickou ideologií, nesdružuje zdaleka jen straníky ČSSD. Mnoho členů je také nestraníků či lidí sympatizujících i se Stranou zelených, respektive levicovou frakcí této strany. Členem spolku je i bývalý ministr Jiří Dienstbier mladší. Členy vedení organizace jsou Vojtěch Vašák, Vendula Couvreur, Radim Hejduk, Karel Gargulák a Šárka Homfray.
Idealisté se řadí do liberálního a proevropského tábora v rámci širšího sociálně demokratického hnutí.
V červnu 2020 část členů včetně tehdejšího předsedy založila Hnutí Idealisté, které se odkazuje na tradici spolku a má k němu blízko, jedná se ale již o jinou organizaci a spolek Idealisté.cz zůstává oficiálně nezávislým na politických stranách nebo hnutích.

## Časopis
Občasníkem Idealistů je časopis Idea, jehož tisk a publikaci si financují sami.